# Christopher Nolan
Christopher Edward Nolan, CBE ([ˈnoʊlən]; Londres, 30 de julho de 1970) é um diretor de cinema, roteirista e produtor britânico. Suas doze longas-metragens já arrecadaram o equivalente a mais de 6 bilhões de dólares em todo o mundo, fazendo do diretor um dos mais bem-sucedidos comercialmente da moderna Hollywood. O mesmo catálogo guarda 26 indicações da Academia de Artes e Ciências Cinematográficas (Óscar), com sete conquistas, além de indicações e vitórias em premiações como as da Associação de Imprensa Estrangeira de Hollywood (Globo de Ouro) e Academia Britânica de Artes do Cinema e Televisão (BAFTA). Foi vencedor do Oscar 2024 de Melhor Direção com o filme Oppenheimer.
Nolan estreou em direção cinematográfica com Following (1998), mas passou a ganhar fama com seu segundo título, o thriller psicológico Memento (2000). A aclamação recebida por essas duas produções independentes deu ao profissional a oportunidade de realizar Insomnia (2002), seu primeiro projeto de grande orçamento, e o drama de mistério The Prestige (2006). O cineasta, contudo, alcançou o sucesso tanto comercial quanto de crítica com a trilogia protagonizada pelo personagem Batman, intitulada The Dark Knight (2005–2012), também com Inception (2010), Interstellar (2014), ambos com fortes influências de ficção científica, e seu épico da Segunda Guerra Mundial, Dunkirk (2017).
Christopher co-escreveu vários de seus filmes com o irmão Jonathan Nolan, e administra a produtora Syncopy Inc. com a esposa e parceira de trabalho, Emma Thomas. Entre outros notáveis que colaboraram em suas realizações, destacam-se o diretor de fotografia Wally Pfister, os roteiristas David S. Goyer e Jonathan Nolan, o editor Lee Smith, os compositores David Julyan e Hans Zimmer, o designer de produção Nathan Crowley, o diretor de elenco John Papsidera, o coordenador de efeitos especiais Chris Corbould, e os atores Anne Hathaway, Christian Bale, Cillian Murphy, Gary Oldman, Joseph Gordon-Levitt, Ken Watanabe, Leonardo DiCaprio, Liam Neeson, Marion Cotillard, Michael Caine, Morgan Freeman e Tom Hardy.
As obras de Nolan costumam carregar fortes influências filosóficas, sociológicas e éticas, a partir de conceitos que exploram temas como a moralidade humana, a construção do tempo e a natureza maleável da memória e da identidade pessoal. Seu trabalho é permeado por elementos metafictícios, deslocações temporais, perspectivas solipsistas, narrativa não-linear e relações análogas entre a linguagem visual e os elementos narrativos. Christopher é tido como um dos mais inovativos contadores de história e criadores de imagem em atividade na indústria cinematográfica contemporânea e é comumente elogiado pela crítica por integrar elementos do cinema de arte ao formato de blockbuster.

## Juventude

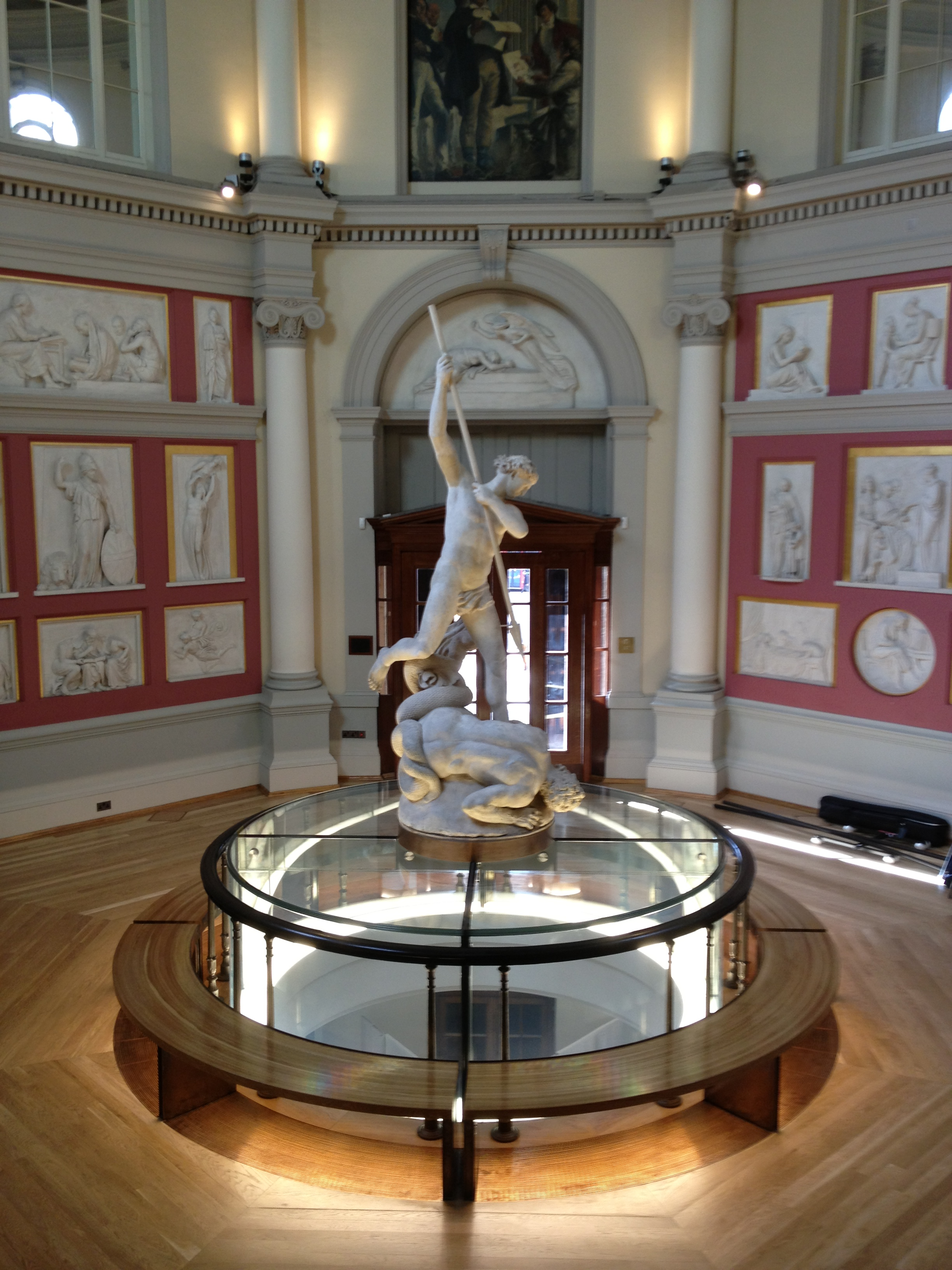
Nolan foi aluno da University College London e usou a Flaxman Gallery, instalação da instituição, como cenário para Inception (2010).

Christopher Nolan nasceu em Londres, em 30 de julho de 1970. Seu pai, o britânico Brendan James Nolan, foi um executivo publicitário, e sua mãe, a estadunidense Christina Nolan (nascida Christina Jensen), trabalhou como comissária de bordo e professora de língua inglesa. É o segundo de três filhos, mais novo que Matthew e mais velho que Jonathan. Durante a infância, viveu em constante mudança entre Londres e Chicago, portando dupla cidadania.
Nolan começou a criar em audiovisual aos sete, quando usava uma câmera Super-8 emprestada de seu pai e filmava curtas-metragens com action figures. Crescendo, o menino passou a admirar Star Wars e, com cerca de oito anos, produziu uma animação em quadro-a-quadro, chamada Space Wars, em homenagem à franquia. Seu tio, que trabalhava para a NASA construindo sistemas de orientação e navegação para os foguetes  do programa Apollo, enviava-lhe gravações em vídeo de partidas nas plataformas de lançamento. "Eu as refilmava e editava [dentro das produções caseiras], pensando que ninguém iria notar", observou Christopher mais tarde. Aos onze, passou a aspirar carreira de cineasta profissional.
O rapaz estudou no Haileybury and Imperial Service College, uma escola independente em Hertford Heath, Hertfordshire, e depois cursou graduação em literatura inglesa na University College London (UCL). Ele escolheu a instituição especificamente em decorrência da qualidade de suas instalações para produção audiovisual, que incluíam uma suíte de edição Steenbeck e câmeras de filme 16 mm. Nolan foi presidente de cineclube na faculdade; com Emma Thomas — sua namorada; futura esposa e parceira de trabalho — organizava exibições de longas-metragens de 35 mm durante o período letivo e, usando o dinheiro arrecadado com as sessões, produzia filmes de 16 mm nas férias de verão.
Durante seus anos de faculdade, Christopher criou dois curtas. O primeiro foi o surreal de 8 mm Tarantella (1989), que veio a ser exibido na Image Union, uma mostra de vídeos e filmes independentes do Public Broadcasting Service. O segundo, Larceny (1995), foi filmado em preto e branco num fim de semana, com elenco, equipe e equipamentos limitados. Financiado pelo próprio Nolan e realizado com o aparato do cineclube, essa produção veio a figurar no Cambridge Film Festival de 1996, além de ter sido considerada um dos melhores curtas de alunos da UCL.

## Carreira profissional

### Anos 1990

#### DoodlebugeFollowing
Após a formatura, Nolan passou a dirigir vídeos corporativos comerciais. Nesse período, fez um terceiro curta, Doodlebug (1997), acerca de um homem que segura um sapato e persegue um inseto apenas para descobrir, quando o mata, que este era uma miniatura de si mesmo.[carece de fontes?] Esse foi um tempo em que Christopher teve pouco ou nenhum sucesso na materialização de seus projetos; o cineasta mais tarde recordou da "pilha de cartas em rejeição [às suas propostas]" que recebia com frequência nas primeiras incursões de produção cinematográfica, acrescentando que "há um espaço muito limitado para financiamento [de projetos] no Reino Unido. Para ser honesto, este é um território bem excludente... Nunca tive qualquer tipo de suporte da indústria cinematográfica britânica".
Em 1998, Nolan dirigiu seu primeiro longa, financiado pelo próprio e filmado com amigos dos tempos de faculdade. Following conta a história de um jovem escritor desempregado — interpretado por Jeremy Theobald — que segue estranhos pelas ruas de Londres, na esperança de encontrar inspiração para seu primeiro romance, mas que se vê envolvido no submundo do crime quando não consegue se manter distante das pessoas que acossa. O enredo do filme foi influenciado pela experiência do cineasta em viver na capital britânica e ter seu apartamento assaltado e as cenas são mostradas fora da ordem cronológica. "Há uma conexão interessante entre um estranho a perambular pela sua casa e o conceito de seguir pessoas ao acaso numa multidão. Ambas [as situações] te levam para além dos limites das relações sociais normais". Following foi criado com um orçamento de £ 3 000, gravado em fins de semana ao longo de um ano. Para conservar o material de filme, cada cena foi extensivamente ensaiada para assegurar que as primeiras ou segundas tomadas fossem usadas na edição final. Com a coprodução de Emma Thomas e Jeremy Theobald, Christopher foi responsável pelo roteiro, fotografia e edição. Tal longa ganhou prêmios de exibição em diversos festivais, sendo bem recebido pela crítica. Segundo o The New Yorker, a película "ecoou clássicos de Hitchcock", embora fosse mais "enxuta". Em 11 de dezembro de 2012, Following foi lançado em DVD e Blu-ray, como parte da Criterion Collection.

### Anos 2000

#### MementoeInsomnia
"[A] diferença entre filmar Following com um grupo de amigos, vestindo nossas próprias roupas, com minha mãe a nos preparar sanduíches, e gastar quatro milhões de alguém em Memento, com uma equipe de uma centena de pessoas, é, hoje, de longe, o maior salto que já dei."

—Nolan sobre seguir para o segundo longa-metragem da carreira.
Como resultado do sucesso do primeiro longa, foi oferecida a Nolan a oportunidade para criar Memento (2000), que veio a se tornar uma de suas mais bem-sucedidas obras. Durante uma viagem de carro de Chicago a Los Angeles, seu irmão Jonathan teve a ideia para "Memento Mori", sobre um homem com amnésia anterógrada que usa anotações e tatuagens para caçar o assassino de sua esposa. Christopher, com esse partido, desenvolveu um roteiro de história em sentido inverso; Aaron Ryder, executivo da Newmarket Films, confessou ter achado esse "talvez o roteiro mais inovador que já vi". O projeto foi comprado e, para sua concretização, foi dado um limite de orçamento de US$ 4,5 milhões. Memento, estrelado por Guy Pearce e Carrie-Anne Moss, estreou em setembro de 2000 no Festival Internacional de Veneza, onde recebeu aclamação da crítica. Joe Morgenstern, do The Wall Street Journal, comentou sobre o longa: "Eu não consigo me lembrar quando [antes] um filme conseguiu parecer tão inteligente, estranhamente comovente e maliciosamente engraçado ao mesmo tempo". Basil Smith, no livro The Philosophy of Neo-Noir, compara-o com Ensaio acerca do Entendimento Humano, de John Locke, o qual argumenta que memórias conscientes constituem nossas identidades, sendo este um tema que Nolan explora no filme. O título foi um sucesso de bilheteria e recebeu vários prêmios, incluindo indicações ao Oscar e ao Globo de Ouro pelo seu roteiro, ao Independent Spirit Award na categoria de "Melhor Diretor" e "Melhor Roteiro" e outra ao Directors Guild of America (DGA). Memento foi considerado por muitos críticos um dos melhores filmes da década de 2000.
Impressionado com o trabalho do cineasta no segundo longa, Steven Soderbergh o recrutou para dirigir o thriller psicológico Insomnia (2002), estrelado por atores como Al Pacino, Robin Williams e Hilary Swank. A Warner Bros. inicialmente queria um diretor mais experiente, mas Soderbergh e a Section Eight Productions insistiram por Nolan, bem como pelas suas escolhas para os cargos de diretor de fotografia (Wally Pfister) e editor (Dody Dorn). Com um orçamento de 46 milhões de dólares, a produção foi descrita como "um filme de Hollywood mais convencional que qualquer coisa antes feita pelo diretor". Sendo um remake do filme norueguês de mesmo nome, de 1997, a obra narra acontecimentos envolvendo dois detetives de Los Angeles, enviados a uma cidade do norte do Alasca para investigar o metódico assassinato de um adolescente local. O longa foi recebido positivamente pela crítica e teve um bom desempenho nas bilheterias, arrecadando o equivalente a 113 milhões de dólares em todo o mundo. O especialista em cinema Roger Ebert elogiou o título pela introdução de novas perspectivas e ideias sobre questões como moralidade e culpa. "Diferentemente da maioria dos remakes, o Insomnia de Nolan não é uma recauchutagem pálida, mas uma reanálise do material, como uma nova edição de um bom produto". Erik Skjoldbjærg, diretor da obra original, ficou satisfeito com a versão do americano-britânico, classificando-a como um "filme bem trabalhado, inteligente... com um diretor muito bom a manejá-lo". Richard Schickel, da Time, considerou Insomnia um "digno sucessor" de Memento, dotado de "triunfo em atmosfera que decorre de um mistério não tão misterioso."

#### Batman Begins,The PrestigeeThe Dark Knight
Depois de Insomnia, Nolan planejou um filme biográfico sobre Howard Hughes, que deveria ser estrelado por Jim Carrey. O cineasta havia escrito um roteiro, porém, quando soube que Martin Scorsese estava criando um longa sobre o mesmo indivíduo (The Aviator, 2004) decidiu adiar o projeto, mesmo que com alguma relutância, e partiu para outro. Tendo recusado uma oferta para dirigir o épico histórico Troy (2004), Christopher trabalhou na adaptação romance policial de Ruth Rendell The Keys to the Street num roteiro cuja materialização ele planejava dirigir para a Fox Searchlight Pictures, mas eventualmente abandonou a projeto alegando que em muito se assemelhava aos seus filmes anteriores. No início de 2003, Nolan entrou em contato com a Warner Bros. com a ideia de fazer um novo filme do Batman. Fascinado pelo personagem e sua história, ele queria fazer um longa ambientado num mundo mais "real", com uma proximidade maior ao estilo de um drama clássico e mais distante da fantasia das histórias em quadrinhos. Batman Begins foi o maior projeto em que o cineasta tinha se envolvido até então, o qual teve estreia nos cinemas em junho de 2005 e foi bem-sucedido tanto em crítica quanto comercialmente. Estrelado por Christian Bale no papel-título, juntamente com Michael Caine, Gary Oldman, Morgan Freeman, e Liam Neeson, o filme reviveu a franquia, dando partida a uma tendência, na indústria, de produção de filmes mais sombrios que reiniciam ou recontam histórias consagradas. O longa narra a origem do herói a partir do medo inicial de morcegos sentido por Bruce Wayne, a morte de seus pais, a jornada para se tornar Batman, a luta contra Ra's Al Ghul e seu intento de destruir Gotham. A produção foi elogiada pela abordagem psicológica profunda e relevância contemporânea. Batman Begins foi a oitava maior bilheteria de 2005 nos Estados Unidos e a nona em todo o mundo no mesmo ano. A obra foi indicada ao Oscar de "Melhor Fotografia" e a três prêmios BAFTA.

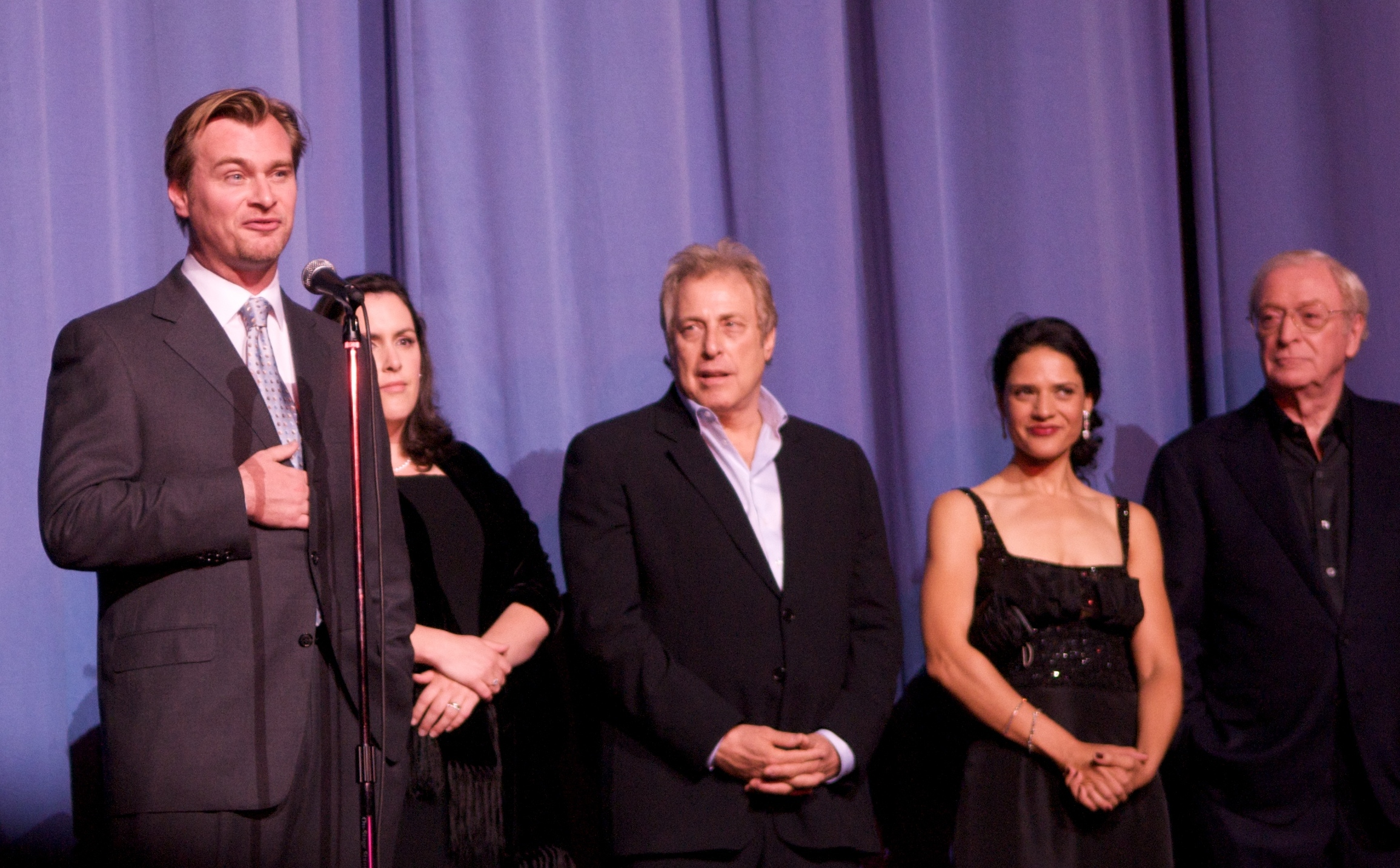
Nolan com parte do elenco e equipe de The Dark Knight (2008) no evento de estreia europeia, em Londres.

Antes de dar continuidade à série de filmes da franquia Batman, Nolan dirigiu, co-escreveu e produziu The Prestige (2006), uma adaptação do romance de Christopher Priest sobre dois magos rivais do século XIX. Em 2001, quando levava Insomnia à pós-produção, Nolan pediu a ajuda de seu irmão Jonathan para a escrita do filme. O roteiro acabou se tornando uma colaboração intermitente de cinco anos entre os irmãos. Nolan tinha inicialmente a intenção de fazer o filme já em 2003, mas adiou o projeto após aceitar fazer Batman Begins. Estrelado por Christian Bale e Hugh Jackman nos papéis principais, The Prestige recebeu críticas gerais positivas e indicações ao Oscar de "Melhor Fotografia" e "Melhor Direção de Arte", arrecadando mais de $ 109 milhões em todo o mundo. Como um conto sombrio e complexo, Roger Ebert descreveu a produção dizendo ser "um bom filme — atmosférico, obsessivo, quase satânico".
Em julho de 2006, Nolan anunciou que a sequência de Batman Begins receberia o nome de The Dark Knight. O desejo do cineasta era intensificar a característica noir do primeiro filme, ampliando a abordagem e conduzindo "a dinâmica de uma história da cidade, uma grande história de crime... onde você atenta à polícia, ao sistema de justiça, ao vigilante, aos pobres, aos ricos, aos criminosos". Lançado em 2008 e alvo de imenso reconhecimento crítico, The Dark Knight tem sido considerado um dos melhores filmes da década de 2000 e um dos melhores filmes de super-herói de todos os tempos. Manohla Dargis, do The New York Times, acredita que o longa é dotado de um mérito artístico maior que o de muitas das mais influentes produções blockbusters de Hollywood: "situado na divisão entre o [puramente] artístico e o comercial, poesia e entretenimento, ele é mais sombrio e profundo que qualquer adaptação de história em quadrinhos já produzida em Hollywood". Ebert compartilha um ponto de vista semelhante, descrevendo a película como "assombrada, que vai além de suas origens e se torna uma cativante tragédia". O filme estabeleceu uma série de recordes de bilheteria durante sua temporada nos cinemas, arrecadando 534 858 444 dólares na América do Norte e o equivalente a 469 700 000 em mesma moeda no resto do mundo, num total mundial de 1 004 558 444 dólares. The Dark Knight foi o primeiro longa-metragem filmado parcialmente no formato IMAX 15/70 mm. Na 81ª edição do Oscar, o título foi indicado a oito categorias, vencendo em "Melhor Edição de Som" e, postumamente à morte do ator, em "Melhor Ator Coadjuvante", pelo desempenho de Heath Ledger no papel de Coringa, a primeira vez que um prêmio de atuação foi dado para um personagem originário dos quadrinhos. Nolan recebeu reconhecimento por pares com nomeações ao DGA, Writers Guild of America (WGA) e Producers Guild of America (PGA).

### Anos 2010

#### InceptioneThe Dark Knight Rises
Com o sucesso de The Dark Knight, Nolan foi chamado para dirigir outro título pela Warner Bros., o qual viria a ser Inception. O cineasta ficou também responsável pela escrita e coprodução do filme, descrito como "um sci-fi contemporâneo de ação ambientado dentro pela arquitetura da mente". Antes da estreia nos cinemas, especialistas como Peter Travers e Lou Lumenick questionaram se a fé de Christopher na inteligência dos espectadores lhe custaria lucro em bilheteria. Com um grande elenco de estrelas liderado por Leonardo DiCaprio, o longa foi lançado em 16 de julho de 2010, angariando sucesso comercial e de crítica. Em resenha, Richard Roeper, do Chicago Sun-Times, concedeu ao lançamento a pontuação perfeita de "A +", classificando-o como "um dos melhores filmes do século [XXI]". Mark Kermode nomeou-o o melhor filme de 2010, declarando: "Inception é a prova de que as pessoas não são estúpidas, que o cinema não é lixo, e que é possível blockbusters e arte serem a mesma coisa". O experiente produtor John Davis, especulando que esse sucesso poderia inspirar produtoras a se tornarem mais originais em conteúdo, disse: "eu posso prometer-lhe que os chefes de estúdios já estão marcando reuniões de produção dizendo que precisam de novas ideias para os filmes do verão; precisamos de conceitos originais como o de Inception, que são grandes e corajosos o suficiente para se manterem com sucesso". O longa acabou faturando o equivalente a mais de 820 milhões de dólares no mundo inteiro e foi indicado a oito categorias do Óscar, incluindo "Melhor Filme", ganhando em "Melhor Fotografia", "Melhor Mixagem de Som", "Melhor Edição de Som" e "Melhores Efeitos Visuais". Por este projeto, Christopher recebeu nomeações a prêmios como BAFTA, Globo de Ouro, DGA e PGA, além da conquista de um WGA. Enquanto conduzia a fase de pós-produção de Inception, o cineasta deu uma entrevista em These Amazing Shadows (2011), um documentário que trata de apreciação e preservação cinematográficas no contexto do National Film Registry. Nolan também apareceu em Side by Side (2012), um documentário sobre a história, o processo e fluxo de trabalho em criação de filmes digitais e fotoquímicos.

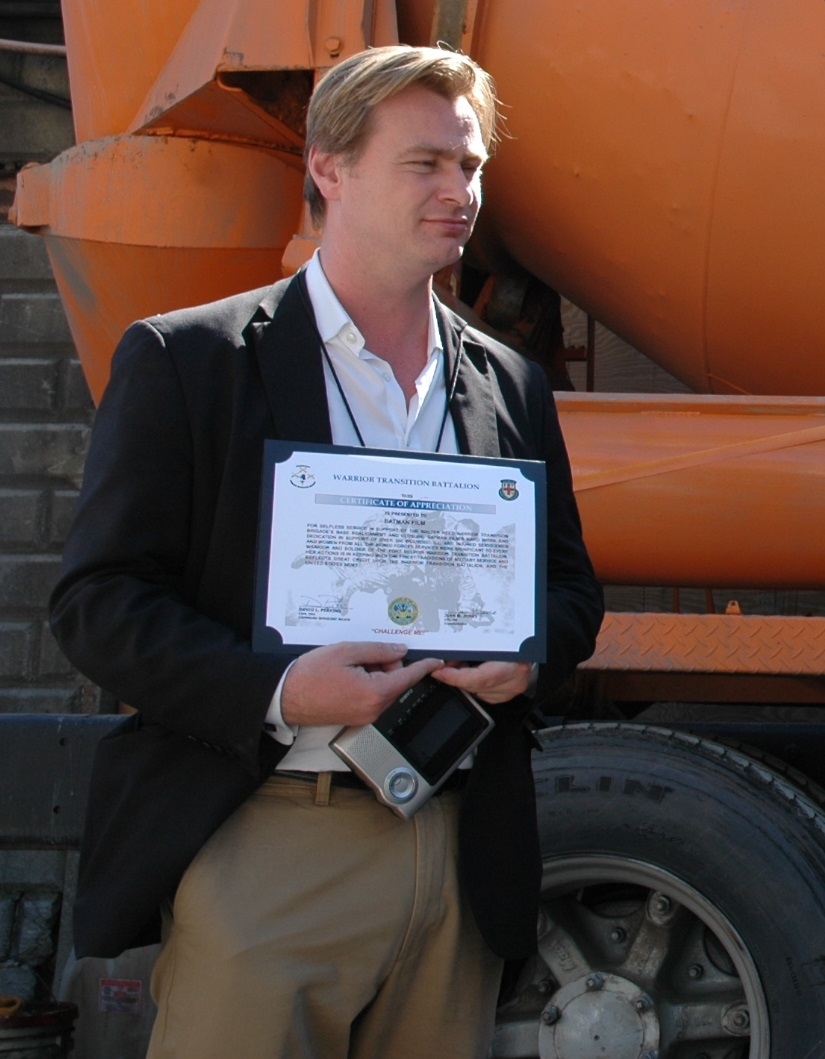
Nolan recebendo um "Certificado de Valorização" de Pittsburgh durante uma pausa de trabalho num set de gravação de The Dark Knight Rises em 2011.

Em 2012, o cineasta dirigiu seu terceiro e último filme da trilogia "Dark Knight", The Dark Knight Rises. Embora tivesse hesitado inicialmente em retomar o andamento da série, ele concordou em dar continuidade depois de desenvolver a base de roteiro com seu irmão e David S. Goyer, a partir da qual julgou que poderia terminar a tríade no auge. The Dark Knight Rises foi lançado em 20 de julho de 2012 e recebeu aclamação da crítica considerado um dos melhores filmes de super-heróis de todos os tempos e os melhores filmes da década de 2010   . Andrew O'Hehir, do Salon, declarou que "sem dúvida, [é] o maior, mais sombrio, mais emocionante e perturbador e, em última instância, mais trabalhado espetáculo já criado para a grande tela", além de um "espetáculo original numa escala nunca antes possível e nunca antes tentada". Christy Lemire, da Associated Press, opinou que Nolan concluiu sua trilogia de uma "maneira ambiciosa e tipicamente espetacular", embora o crítico não tenha gostado do tom "sobrecarregado" da história e da selvageria excessiva; "Este é o problema quando você é um cineasta visionário e excepcional. Quando você dá às pessoas algo extraordinário, elas esperam isso o tempo todo. Qualquer coisa menor é entendida como uma decepção". Como seu antecessor, o lançamento teve excelente desempenho nas bilheterias, tornando-se o décimo terceiro filme no mundo a arrecadar mais que o equivalente a um bilhão de dólares. Durante uma sessão de tarde da noite no cinema Century 16, em Aurora, Colorado, Estados Unidos, um homem armado disparou contra a plateia na exibição, matando 12 pessoas e ferindo outras 58. Christopher divulgou um comunicado à imprensa expressando suas condolências pelas vítimas, descrevendo o acontecido como "uma tragédia sem sentido".
Durante as discussões de roteiro para The Dark Knight Rises, em 2010, Goyer relatou a Nolan sua intenção de retratar o Superman num contexto moderno. Impressionado com o conceito de Goyer, o cineasta externou a ideia de Man of Steel (2013) à Warner Bros, que os contratou para produzir a escrever o longa. Christopher indicou Zack Snyder para dirigir o filme, tendo em vista a competência desde nas adaptações de 300 (2007) e Watchmen (2009), além de sua "aptidão inata para lidar com super-heróis como personagens reais". Estrelado por Henry Cavill, Amy Adams, Kevin Costner e Michael Shannon, Man of Steel arrecadou o equivalente a mais de 660 milhões de dólares em bilheteria por todo o mundo, mas recebeu uma reação crítica mista. Nolan e Thomas também atuaram como produtores executivos de Transcendence (2014), a estreia de Wally Pfister na direção de longas. Baseado num roteiro de Jack Paglen, o filme gira em torno de dois cientistas que trabalham para a criação de uma máquina que possui sensibilidade e inteligência coletiva. Estrelado por Johnny Depp, Rebecca Hall e Paul Bettany, Transcendence foi lançado nos cinemas em 18 de abril de 2014 e foi recebido negativamente pela maioria dos críticos.  A. A. Dowd, do The A.V. Club, deu ao título uma classificação C-, apontando que "[Pfister] carece do talento de Nolan para tecer grandes espetáculos populares a partir de questões culturais."

#### InterstellareQuay
Em janeiro de 2013, foi anunciado que Nolan iria dirigir, escrever e produzir um filme de ficção científica intitulado Interstellar. Os primeiros rascunhos do roteiro foram concebidos por Jonathan, originalmente intencionando-se que a direção ficasse a cargo de Steven Spielberg. Com base em teorias científicas do famoso físico Kip Thorne, o filme retrata "uma jornada heroica interestelar às fronteiras mais distantes de nosso entendimento científico". O longa estrelou Matthew McConaughey, Anne Hathaway, Jessica Chastain, Bill Irwin, Michael Caine e Ellen Burstyn, e foi notavelmente a primeira colaboração de Christopher com o diretor de fotografia Hoyte van Hoytema. De acordo com o compositor Hans Zimmer, a equipe desejava rumar para uma nova abordagem em trilha sonora, diferente do que costumava ser feito nas produções do cineasta: "Nós tivemos esse tipo de conversa sobre... você sabe, nove anos que passamos 'no mundo' de Batman. As texturas, a música, os sons, e tudo mais que de alguma forma nós criamos, meio que se infiltraram nas produções de outros profissionais, e então é momento de se reinventar". A Paramount Pictures e a Warner Bros. co-financiaram e co-distribuiram, respectivamente, o projeto, que teve como data de lançamento 5 de novembro de 2014. O título recebeu críticas gerais positivas e alcançou grandes resultados de bilheteria, arrecadando o equivalente a mais de 670 milhões de dólares em todo o mundo. Interstellar foi particularmente elogiado por sua precisão científica, o que levou à publicação de dois importantes artigos científicos abordando a produção e a uma recomendação, do American Journal of Physics, para o uso do filme como material educativo em cursos de ciência. Tal longa foi classificado como um dos melhores do ano pela The American Film Institute (AFI). Na edição de 2015 do Óscar, o título ganhou na categoria de "Melhores Efeitos Visuais", tendo concorrido, ainda, em outras quatro: "Melhor Trilha Sonora Original", "Melhor Mixagem de Som", "Melhor Edição de Som" e "Melhor Direção de Arte". Nesse ínterim, Nolan assumiu a curadoria do curta-metragem Emic: A Time Capsule From the People of Earth (2015), obra especificamente inspirada em Interstellar e que "tenta capturar e celebrar a experiência da humanidade na Terra".
Em 2015, a empresa de produção do cineasta, Syncopy, formou uma emprendimento conjunto com a Zeitgeist Films, liberando o lançamento de edições em blu-ray dos mais importantes títulos desta. O primeiro projeto do emprendimento conjunto foi Elena (2011), do diretor Andrey Zvyagintsev. Como parte de uma versão Blu-ray dos trabalhos de animação dos irmãos Quay, Nolan dirigiu o curta-documentário Quay (2015). O cineasta também iniciou uma turnê exibindo os títulos dos Quay In Absentia, The Comb e Street of Crocodiles. Esse projeto, bem como o curta, receberam aclamação da crítica. A publicação Indiewire manifestou, em resenha, que os gêmeos "sem dúvida, terão centenas, se não milhares, de fãs a mais por causa de Nolan, e que por isso 'The Quay Brothers in 35mm' será sempre uma das contribuições mais importantes deste ao cinema ". No mesmo ano, o cineasta passou a fazer parte do conselho de administração da The Film Foundation, uma organização sem fins lucrativos dedicada à preservação fílmica. Em 7 de maio de 2015, foi anunciado que Christopher e Martin Scorsese receberam nomeações da Biblioteca do Congresso Americano para atuar no National Film Preservation Board (NFPB) como representantes da DGA.

### Outros trabalhos
Nolan e Thomas são os produtores executivos da sequência de Man of Steel, Batman v Superman: Dawn of Justice, com data de estreia em 2016, o segundo capítulo do Universo Estendido DC. Segundo o produtor Charles Roven, Christopher estaria envolvido na produção numa "função consultiva".
Em 8 de setembro, 2015, a revista eletrônica Variety anunciou que o cineasta iria dirigir outro filme para a Warner Bros. com data de lançamento prevista para 21 de julho de 2017. Em 28 de dezembro de 2015, foi confirmado que o filme seria Dunkirk. Segundo a Variety, "O longa é baseado na história da Operação Dínamo, que conseguiu resgatar mais de 330 mil homens da cidade que dá nome ao filme, durante a Segunda Guerra Mundial."

## Temas

Disposições labirínticas, construções impossíveis e paradoxos estão entre os principais elementos da obra de Nolan. A escada de Penrose apresentada em Inception é um exemplo de irrealidade que pode ser criada em mundos de sonho lúcido.

Nolan costuma explorar, em seus trabalhos, temas existenciais, éticos e epistemológicos, tais como experiência subjetiva, distorção de memória, moralidade humana, natureza do tempo e construção da identidade pessoal. "Eu sou fascinado por nossa percepção subjetiva da realidade, por estarmos todos vinculados a pontos muito singulares de vista, perspectivas únicas que todos concordamos serem uma realidade objetiva, e o cinema é uma das formas por meio das quais podemos tentar ver as coisas a partir do mesmo ponto de vista". O crítico de cinema Tom Shone descreveu os filmes do cineasta como "thrillers epistemológicos cujos protagonistas, tomados pelo desejo por respostas definitivas, devem articular cenários intrincados nos quais a verdade está sempre fora de seu alcance".
Os personagens de Christopher são muitas vezes emocionalmente perturbados e moralmente ambíguos, tendo de enfrentar medos e ansiedades envoltos em solidão, culpa, ciúme e ganância, em adição a temas maiores que costumam envolver corrupção e conspiração. Abordando a "neurose cotidiana; o nosso leque constante de medos e nossas esperanças por nós mesmos" numa realidade aumentada, Nolan torna esses fatores mais acessíveis a um público universal. Nesse contexto, o diretor já chegou a declarar que incorpora suas experiências pessoais ao trabalho: "De um ponto de vista criativo, o processo de crescimento, o processo de amadurecimento, casar, ter filhos, eu tentei usar isso em minha obra. Eu só tentei ser sempre conduzido pelas coisas que eram importantes para mim".
Escrevendo para o The Playlist, Oliver Lyttelton destacou a paternidade como um tema recorrente na obra de Nolan, acrescentando: "o diretor evita falar sobre sua vida privada, mas a paternidade tem sido o cerne emocional de quase tudo o que ele fez, pelo menos a partir de Batman Begins em diante (filmes anteriores, deve-se dizer, pré-datados ao nascimento de seus filhos)." No período de promoção de Interstellar, Jessica Chastain disse: "No núcleo [do filme], é tratado [a temática de] o amor, trata-se de um pai e filha... Eu acho que, para Chris, sendo um pai, essa história foi bastante relacionável.
O tema mais proeminente nas produções do cineasta, contudo, é o conceito de tempo. Christopher identificou que todos os seus longas "tiveram alguma relação curiosa com o tempo, geralmente apenas num sentido estrutural, de forma que eu sempre fui interessado na subjetividade temporal".  Escrevendo para o Film Philosophy, Emma Bell apontou que os personagens em Inception, por exemplo, não viajam no tempo literalmente, "em vez disso, eles escapam do tempo ao se verem reféns dele, construindo a ilusão de que o tempo não passou, e não está passando agora. Eles experienciam-no penosamente, destruindo, por vontade e consciência, essa vivência por meio da criação de múltiplas existências simultâneas". Em Interstellar, Nolan explorou as leis da física como representadas na teoria da relatividade geral de Einstein, identificando tempo como antagonista da trama.
Na filmografia de Christopher, a realidade é muitas vezes um conceito abstrato e frágil. Alec Price e M. Dawson, da Left Field Cinema, observaram que as crises existenciais de figuras masculinas em conflito "a lutar contra a natureza volátil da identidade" é um tema de relevo na obra do cineasta. O mundo real (ou objetivo) é de menor importância comparado à forma com a qual nós assimilamos e lembramos, e isso cria (ou subjetiva) a realidade que realmente importa. "É unicamente na mente e no coração que qualquer sentimento de permanência ou de equilíbrio nunca pode ser encontrado". De acordo com o teórico de cinema Todd McGowan, essas "realidades criadas" também revelam a importância ética e política se de criar ficções. Os filmes de Nolan tipicamente enganam os espectadores acerca dos eventos que ocorrem e das motivações dos personagens, mas não abandonam completamente a ideia da verdade. Em vez disso, "eles nos mostram o como conceito da verdade deve emergir da mentira, quando não é para nos deixar inteiramente perdidos". Nesse sentido, McGowan argumenta que Christopher é o primeiro cineasta a dedicar-se inteiramente à ilusão do meio, chamando-o de hegeliano.
A trilogia "The Dark Knight" explora temas como caos, terrorismo, escalada da violência, manipulação financeira, utilitarismo, vigilância em massa e conflitos de classe. A série apresenta um arco de ascensão (filosoficamente) de um homem a um "mais que apenas homem", semelhantemente ao conceito de Além-Homem nietzschiano. Tais títulos também abordam ideias próximas à glorificação filosófica de Rousseau a uma maneira mais simples, mais primitiva de vida e ao conceito de "vontade geral" do mesmo pensador. O teórico Douglas Kellner viu a série como uma alegoria de crítica à era Bush-Cheney, destacando os temas da corrupção governamental e incapacidade de resolver problemas sociais, bem como o espetáculo cinemático e a iconografia, que lembram o 9/11.
Em Inception, Nolan foi inspirado por sonhos lúcidos e incubação de sonhos. Os personagens do filme tentam plantar uma ideia na mente de uma pessoa sem o seu conhecimento, similarmente às teorias de Freud de que o inconsciente influencia o comportamento de alguém involuntariamente. A maior parte do filme se passa em ambientes de sonho interligados; isso cria um quadro em que as ações em diferentes camadas oníricas ou na realidade afetam e agitam as outras. O sonho, nesse contexto, está sempre num estado de emergência, em que níveis são cruzados e maiores profundidades são alcançadas ao longo da jornada. Inception, como Memento e The Prestige, utiliza dispositivos metalépticos de contação de histórias e a "afinidade autoral de confluência de valores narrativos e cognitivos para dentro e ao âmago história ficcional", característica de Nolan. O diretor, por sua vez, tem dito que filmes são "adequados à abordagem do paradoxo, da recursividade e do "mundos-dentro-de-mundo".

## Influências
Nolan já citou os nomes de Stanley Kubrick, Terrence Malick, Orson Welles, Fritz Lang, Nicolas Roeg, Sidney Lumet, David Lean, Ridley Scott, Terry Gilliam e John Frankenheimer. Entre seus filmes favoritos pessoais, estão incluídos Blade Runner (1982), Star Wars (1977), The Man Who Would Be King (1975), Lawrence of Arabia (1962), Chinatown (1974), e 2001: A Space Odyssey (1968). Em 2013, a Criterion Collection lançou uma lista de dez filmes favoritos de Christopher em seu catálogo, a qual incluiu The Hit (1984), 12 Angry Men (1957), The Thin Red Line (1998), The Testament of Dr. Mabuse (1933), Bad Timing (1980), Merry Christmas, Mr. Lawrence (1983), For All Mankind (1989), Koyaanisqatsi (1982), Mr. Arkadin (1955) e, adicionalmente, Greed (1924), de Erich von Stroheim, não disponível pela Criterion.
A inclinação de Nolan ao emprego de histórias não-lineares recebeu particular influência do romance Waterland, de Graham Swift, obra essa que, segundo o diretor, "fez coisas incríveis com linhas temporais paralelas, e contou uma história em diferentes dimensões, que foi extremamente coerente". Christopher também foi inspirado pela linguagem visual do filme Pink Floyd – The Wall (1982) e pela estrutura de Pulp Fiction (1994), sobre o qual confessou de ter ficado "fascinado com o que Tarantino havia feito". Acerca de Interstellar o cineasta chegou a mencionar uma série de influências literárias, incluindo a Flatland, de Edwin Abbott Abbott, The Wasp Factory, por Iain Banks, e A Wrinkle in Time, de Madeleine L'Engle. Outras influências citadas incluem o pintor figurativo Francis Bacon, o arquiteto Ludwig Mies van der Rohe, o artista gráfico Maurits Cornelis Escher e os autores Raymond Chandler, James Ellroy, Jim Thompson, Jorge Luis Borges e Charles Dickens, sendo que A Tale of Two Cities, deste último, esteve entre as grandes fontes de inspiração para The Dark Knight Rises.

## Vida pessoal

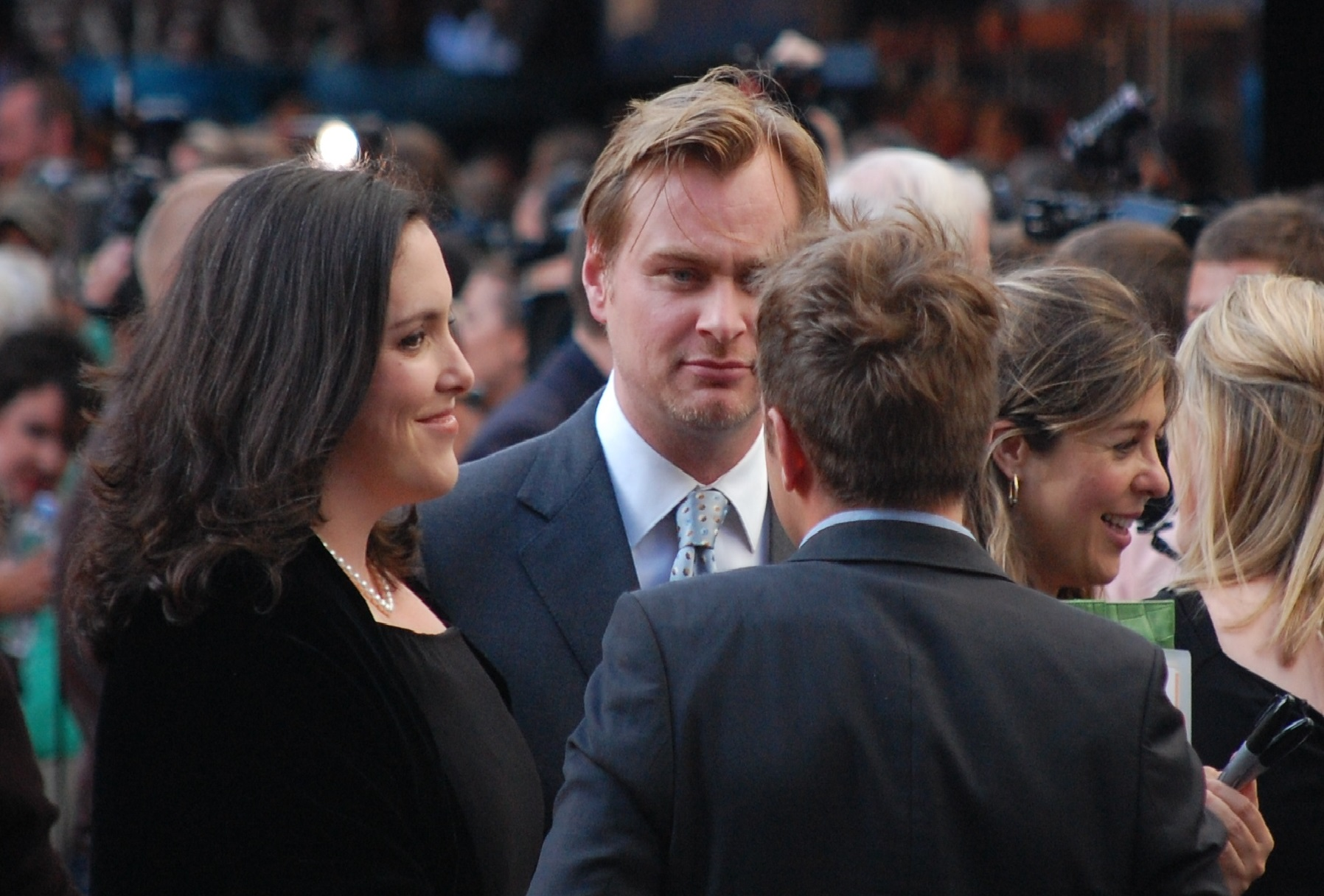
Christopher Nolan e Emma Thomas (à esquerda) em 2008, durante a estreia de The Dark Knight.

Nolan é casado com Emma Thomas, a quem conheceu durante os tempos de graduação na University College London, quando o então estudante tinha dezenove anos. Ela trabalhou como produtora em todos os filmes do cineasta, e juntos fundaram a empresa de produção Syncopy Inc. O casal tem quatro filhos e reside em Los Angeles, Califórnia.
Christopher prefere não usar telefones celulares ou correios eletrônicos e sobre isso declarou: "Não é que eu sou um ludista e não gosto de tecnologia; eu apenas nunca me interessei (...) Quando me mudei para Los Angeles, em 1997, ninguém tinha telefones celulares, e eu nunca fui por esse caminho ".

## Reconhecimentos
Tendo feito alguns dos filmes mais populares e influentes de sua época, Nolan e seu trabalho têm sido "intensamente abraçados, analisados e debatidos tanto pelos fãs comuns de cinema quanto por críticos e acadêmicos especializados". De acordo com o The Wall Street Journal, a sua "capacidade de combinar sucesso de bilheteria com ambição artística dotou-lhe de uma extraordinária influência dentro da indústria [cinematográfica]". Geoff Andrew, do British Film Institute (BFI) e colaborador regular da revista Sight & Sound, definiu o cineasta como "contador de histórias persuasivamente inventivo", classificando-o, ainda, enquanto um dos poucos contemporâneos a produzir longas altamente pessoais dentro do ambiente comum de Hollywood. O crítico também apontou que suas obras são ainda mais notáveis pela "virtuosidade técnica considerável e apelo visual", bem como pela "brilhante ingenuidade narrativa e inusual direcionamento adulto em meio a questões filosóficas complexas". Scott Foundas, da Variety, deu-lhe o título de "mais importante contador de grandes histórias em sua geração".
O cineasta tem sido elogiado por muitos dos mais famosos colegas de profissão, tendo alguns já citado seu trabalho como fonte de influência. Rupert Wyatt, diretor de Rise of the Planet of the Apes (2011), disse numa entrevista ver Christopher como um "pioneiro... ele deve ser admirado como um cineasta mestre, mas também como alguém que tem dado provas contrárias aos pessimistas que nunca pensaram que uma audiência massiva moderna estaria disposta a abraçar histórias e personagens em tamanhos espetáculos". Michael Mann elogiou Nolan por sua "visão singular" e chamou-o de "cineasta completo". Nicolas Roeg disse sobre o trabalho do realizador: "[seus] filmes têm uma magia (...) As pessoas falam sobre "arte comercial" e o termo é geralmente uma auto-negação; Nolan trabalha no ramo comercial e mesmo assim há algo muito poético na sua obra". Discutindo a diferença entre filmes artísticos e filmes de grandes estúdios, Steven Spielberg referiu-se à trilogia de Batman como um exemplo de ambos, além de ter descrito Memento e Inception como "obras-primas". Nolan também já foi elogiado por James Cameron, Guillermo del Toro, Danny Boyle, Wong Kar-Wai, Steven Soderbergh, Sam Mendes, Werner Herzog, Matthew Vaughn, Paul Thomas Anderson, Paul Greengrass, Rian Johnson, dentre outros. O crítico Mark Kermode congratulou o diretor por trazer "a disciplina e a ética [características] da arte de realização cinematográfica independente" para os blockbusters de Hollywood, qualificando-o como "[a] prova de que você não tem de apelar para o menor denominador comum na busca pelo objetivo de ser rentável".
Em 2007, a Total Film classificou Nolan como o 32º maior diretor de todos os tempos e, em 2012, o The Guardian colocou-o em 14º na lista dos "23 melhores diretores do mundo". No ano seguinte o Entertainment Weekly nomeou-o à 12ª posição entre os maiores diretores atuantes na contemporaneidade, escrevendo que "Nolan é o diretor raro e determinado a fazer você, espectador, sair do teatro depois de um filme e suspirar 'eu nunca vi nada como isso antes'. Suas obras são cheias de reviravoltas e enigmas, e até mesmo a pipoca [das sessões de exibição] é recheada com apelo intelectual suficiente para preencher um currículo acadêmico." Christopher foi classificado em 2º no mesmo ranking em edição de 2011. Numa pesquisa com dezessete acadêmicos, realizada em 2013, acerca dos cineastas mais referenciados em ensaios e dissertações ao longo dos últimos cinco anos, Nolan apareceu como o segundo diretor mais estudado no Reino Unido, atrás de Quentin Tarantino e à frente de Alfred Hitchcock, Martin Scorsese e Steven Spielberg. Em 2015, a revista Time o listou entre as "100 Pessoas Mais Influentes do Mundo".
Seu trabalho também tem sido reconhecido como uma influência para jogos eletrônicos. Em 2013, a revista oficial da marca Xbox posicionou o cineasta entre as cem pessoas mais importantes em jogos, postulando que "jogos eletrônicos começaram a direcionar mais o olhar aos seus filmes, corajosos e complexos".

### Prêmios e honrarias
Como roteirista e diretor de uma diversificada série de filmes de ficção científica e ação, Nolan tem sido homenageado com prêmios e indicações de organizações tais quais Science World Fiction Society (Hugo Award), Science Fiction and Fantasy Writers of America (Nebula Awards) e Academy of Science Fiction, Fantasy & Horror Films (Saturn Awards). O cineasta exibiu Following em 1999 no Slamdance Film Festival, ganhando o prêmio "Black & White". Em 2014, foi o primeiro a receber o Founder's Award no mesmo Festival. "Ao longo de grandes sucessos, Christopher Nolan tem apoiado firmemente a comunidade cinematográfica Slamdance. Estamos honrados em presenteá-lo com o Founder's Award inaugural do Slamdance ", disse o presidente e co-fundador do festival, Peter Baxter. Na edição de 2001 do Festival Sundance de Cinema, Christopher e seu irmão Jonathan ganharam o "Waldo Salt Screenwriting Award" por Memento. Já em 2003, recebeu o Sonny Bono Visionary Award do Festival Internacional de Cinema de Palm Springs. O diretor-executivo deste, Mitch Levine, disse: "Nolan tem, em seu breve período como diretor de longa-metragem, redefinido e evoluído a própria linguagem do cinema". Em 2006, foi nomeado membro honorário da UCL, um título dado a indivíduos "que alcançaram distinção nas artes, literatura, ciência, negócios ou na vida pública".
Em 2009, o diretor recebeu o Board of the Governors Award da American Society of Cinematographers (ASC). O presidente da sociedade, Daryn Okada, declarou: "Chris Nolan é infundido com um talento que utiliza magistralmente para criar colaborativamente filmes memoráveis... Sua busca por imagens superlativas para contar histórias conquistou a admiração de nossos membros". Em 2011, recebeu o Britannia Award for Artistic Excellence em "Direção" no BAFTA e o ACE Golden Eddie Filmmaker of the Year Award do American Cinema Editors. No mesmo ano, o cineasta também recebeu o Modern Master Award, a mais alta honraria concedida no Santa Barbara International Film Festival. O diretor-executivo do festival, Roger Durling, opinou: "Cada um dos filmes de Nolan estabeleceu um novo padrão para a comunidade cinematográfica, com Inception sendo o exemplo mais recente". Além disso, Christopher foi o primeiro ganhador do VES Visionary Award da Visual Effects Society. Em julho de 2012, ele se tornou o mais jovem diretor a ser homenageado com uma cerimônia de marcação de mãos e pés no Grauman's Chinese Theatre, em Los Angeles.
Em 2015, o Art Directors Guild (ADG) concedeu a Nolan o Cinematic Imagery Award, uma honra dada àqueles cujo conjunto de obras "ricamente reforça a visualidade da experiência cinematográfica". Christopher foi selecionado, ainda, como o orador do Class Day de 2015 da Universidade de Princeton. "Nolan, mais do que um produtor de cinema, é um pensador e visionário de nosso tempo e estamos contentes por tê-lo como apresentador do discurso principal," disse a co-presidente Class Day Hanna Kim. No mesmo ano, o cineasta foi homenageado com o Empire Inspiration Award na 20ª edição do Empire Awards, bem como por meio de uma retrospectiva no Walker Art Center, em Minneapolis, Estados Unidos.

## Colaboradores recorrentes

### Atores e atrizes
| Ator                 | Following (1998) | Memento (2000) | Insomnia (2002) | Batman Begins (2005) | The Prestige (2006) | The Dark Knight (2008) | Inception (2010) | The Dark Knight Rises (2012) | Interstellar (2014) | Dunkirk (2017) | Oppenheimer (2023) |  |
| -------------------- | ---------------- | -------------- | --------------- | -------------------- | ------------------- | ---------------------- | ---------------- | ---------------------------- | ------------------- | -------------- | ------------------ |  |
| Michael Caine        |                  |                |                 | Sim                  | Sim                 | Sim                    | Sim              | Sim                          | Sim                 | Sim            |                    |  |
| Christian Bale       |                  |                |                 | Sim                  | Sim                 | Sim                    |                  | Sim                          |                     |                |                    |  |
| Gary Oldman          |                  |                |                 | Sim                  |                     | Sim                    |                  | Sim                          |                     |                | Sim                |  |
| Cillian Murphy       |                  |                |                 | Sim                  |                     | Sim                    | Sim              | Sim                          |                     | Sim            | Sim                |  |
| Jeremy Theobald      | Sim              |                |                 | Sim                  |                     |                        |                  |                              |                     |                |                    |  |
| Leonardo Di Caprio   |                  |                |                 |                      |                     |                        | Sim              |                              |                     |                |                    |  |
| Marion Cotillard     |                  |                |                 |                      |                     |                        | Sim              | Sim                          |                     |                |                    |  |
| Tom Hardy            |                  |                |                 |                      |                     |                        | Sim              | Sim                          |                     | Sim            |                    |  |
| Anne Hathaway        |                  |                |                 |                      |                     |                        |                  | Sim                          | Sim                 |                |                    |  |
| Ken Watanabe         |                  |                |                 | Sim                  |                     |                        | Sim              |                              |                     |                |                    |  |
| Larry Holden         |                  | Sim            | Sim             | Sim                  |                     |                        |                  |                              |                     |                |                    |  |
| Joseph Gordon-Levitt |                  |                |                 |                      |                     |                        | Sim              | Sim                          |                     |                |                    |  |
| Guy Pearce           |                  | Sim            |                 |                      |                     |                        |                  |                              |                     |                |                    |  |

- Nolan também costuma colocar em seus filmes atores veteranos em papéis coadjuvantes. Exemplos incluem Rutger Hauer em Batman Begins, Eric Roberts e Anthony Michael Hall em The Dark Knight, Tom Berenger em Inception e Matthew Modine em The Dark Knight Rises.
- A esposa de Nolan, Emma Thomas, produziu todos os seus filmes com exceção de Memento.
- Lee Smith é o editor dos filmes de Nolan desde Batman Begins. Dody Dorn fez a edição de Memento e Insomnia.
- Wally Pfister é o diretor de fotografia de Nolan desde Memento.
- David Julyan compôs as trilhas sonoras de Following, Memento, Insomnia e The Prestige.
- Hans Zimmer compôs as trilhas sonoras de Batman Begins e The Dark Knight ao lado de James Newton Howard, porém fez Inception, The Dark Knight Rises e Interstellar sem Howard.

## Filmografia

### Curtas metragens
| Ano  | Filme      | Creditado como | Creditado como | Creditado como |
| Ano  | Filme      | Diretor        | Produtor       | Roteirista     |
| ---- | ---------- | -------------- | -------------- | -------------- |
| 1989 | Tarantella | Sim            | Sim            | Sim            |
| 1996 | Lacerny    | Sim            | Sim            | Sim            |
| 1997 | Doodlebug  | Sim            | Sim            | Sim            |

### Longas metragens
| Ano  | Filme                              | Título em português                                                                            | Creditado como | Creditado como | Creditado como |
| Ano  | Filme                              | Título em português                                                                            | Diretor        | Produtor       | Roteirista     |
| ---- | ---------------------------------- | ---------------------------------------------------------------------------------------------- | -------------- | -------------- | -------------- |
| 1998 | Following                          | BRA: Seguinte                                                                                  | Sim            | executivo      | Sim            |
| 2000 | Memento                            | BRA: Amnésia POR: Memento                                                                      | Sim            | Não            | Sim            |
| 2002 | Insomnia                           | BRA: Insônia POR: Insónia                                                                      | Sim            | Não            | Não            |
| 2005 | Batman Begins                      | BRA: Batman Begins POR: Batman - O Início                                                      | Sim            | Sim            | Sim            |
| 2006 | The Prestige                       | BRA: O Grande Truque POR: O Terceiro Passo                                                     | Sim            | Sim            | Sim            |
| 2008 | The Dark Knight                    | BRA: Batman: O Cavaleiro das Trevas POR: O Cavaleiro das Trevas                                | Sim            | Sim            | Sim            |
| 2010 | Inception                          | BRA/POR: A Origem                                                                              | Sim            | Sim            | Sim            |
| 2012 | The Dark Knight Rises              | BRA: Batman: O Cavaleiro das Trevas Ressurge POR: O Cavaleiro das Trevas Ressurge              | Sim            | Sim            | Sim            |
| 2013 | Man of Steel                       | BRA: O Homem de Aço POR: Homem de Aço                                                          | Não            | Sim            | Sim            |
| 2014 | Transcendence                      | BRA: Transcendence - A Revolução POR: Transcendence - A Nova Inteligência                      | Não            | Sim            | Não            |
| 2014 | Interstellar                       | BRA: Interestelar POR: Interstellar                                                            | Sim            | Sim            | Sim            |
| 2016 | Batman V Superman: Dawn of Justice | BRA: Batman Vs Superman: A Origem da Justiça POR: Batman v Super-Homem: O Despertar da Justiça | Não            | Sim            | Não            |
| 2017 | Dunkirk                            | BRA/POR: Dunkirk                                                                               | Sim            | Sim            | Sim            |
| 2017 | Justice League                     | BRA/POR: Liga da Justiça                                                                       | Não            | Executivo      | Não            |
| 2020 | Tenet                              | BRA: Tenet                                                                                     | Sim            | Sim            | Sim            |
| 2021 | Zack Snyder's Justice League       | BRA/POR: Liga da Justiça de Zack Snyder                                                        | Não            | Executivo      | Não            |
| 2023 | Oppenheimer                        | BRA/POR: Oppenheimer                                                                           | Sim            | Sim            | Sim            |
| 2026 | The Odyssey                        |                                                                                                |                |                |                |

## Prêmios e indicações
- Recebeu uma indicação ao Oscar de Melhor Roteiro Original, por Memento (2000).
- Recebeu uma indicação ao Oscar de Melhor Roteiro Original, por Inception (2010).
- Recebeu uma indicação ao Oscar de Melhor Filme, por Inception (2010).
- Recebeu uma indicação ao Globo de Ouro de Melhor Roteiro, por Memento (2000).
- Recebeu uma indicação ao Globo de Ouro de Melhor Roteiro, por Inception (2010).
- Recebeu uma indicação ao Globo de Ouro de Diretor, por Inception (2010).
- Recebeu uma indicação ao Globo de Ouro de Filme Dramático, por Inception (2010).
- Recebeu uma indicação ao BAFTA de Melhor Filme, por Inception (2010)
- Recebeu uma indicação ao BAFTA de Melhor Diretor, por Inception (2010)
- Recebeu uma indicação ao BAFTA de Melhor Roteiro Original, por Inception (2010)
- Ganhou o Independent Spirit Awards de Melhor Diretor, por Memento (2000).
- Ganhou o Independent Spirit Awards de Melhor Roteiro, por Memento (2000).
- Ganhou o Prémio Especial do Júri no Festival de Deauville, por Memento (2000).
- Ganhou o Prémio da Crítica no Festival de Deauville, por Memento (2000).
- Ganhou o MTV Movie Awards de Melhor Novo Diretor, por Memento (2000).
- Ganhou o Scream Awards de Melhor Diretor, por The Dark Knight (2008)
- Recebeu uma indicação ao Oscar de Melhor Filme, por "Dunkirk" (2017).
- Recebeu uma indicação ao Oscar de Melhor Diretor, por "Dunkirk" (2017).
- Ganhou o Globo de Ouro de Melhor Filme de Drama, por Oppenheimer (2023).[213]
- Ganhou o Globo de Ouro de melhor direção, por Oppenheimer (2023).[214]
- Recebeu uma indicação ao Oscar de Melhor Filme, por "Oppenheimer" (2024).
- Ganhou o Oscar de Melhor Diretor, por "Oppenheimer" (2024).